# Port lotniczy Kairuan
Port lotniczy Kairuan (IATA: QKN, ICAO: DTTK) – port lotniczy położony w Kairuanie, w Tunezji.